# 耶律可老
耶律可老，辽朝宗室女子，出自契丹耶律氏。
耶律可老是王子班郎君胡思里女。辽圣宗时期，契丹达到鼎盛时期，开泰九年（1020年）十月，西域大食国使进方物，为王子册割请婚。开泰十年（1021年）三月，再次请婚，圣宗于是将其封为公主，嫁往大食。加强了契丹与大食的友好往来。此大食具体指哪个政权，说法不一，有喀喇汗王朝、塞爾柱王朝、伽色尼王朝、阿拔斯王朝几种说法。